# Mogera
Mogera — рід ссавців родини кротових (Talpidae). Види живуть у Східній Азії.

## Опис
Тіло має циліндричну форму, писок загострений. Щільне хутро сіре або коричневе. Передні кінцівки перетворені в інструменти для копання й вони жовтуваті. Хвіст вкритий короткими рідкими волосками. Від інших видів кротових цей рід відрізняється відсутністю нижніх іклів і значно розширеним останнім премоляром. Довжина тіла 9–20 см, а довжина хвоста 1–2 см. Зубна формула: I 3/3, C 1/0, P 4/4, M 3/3 = 42. 

## Звички
Мало що відомо про звички цих тварин, але вони повинні відповідати іншим Talpini. Таким чином, вони в основному живуть під землею, де будують системи тунелів. Їх раціон складається з дощових черв'яків, комах та інших дрібних тварин.